# إيملي ميرفي
إيملي ميرفي هي قاضية وناشطة حقوق الإنسان وكاتِبة كندية، ولدت في 14 مارس 1868 في أونتاريو في كندا، وتوفيت في 17 أكتوبر 1933 في إدمونتون في كندا.

## حياتها المهنية

### قانون المهر
في حين كان آرثر يعمل ككاهن أنجليكاني، استكشفت ميرفي محيطها الجديد وأصبحت على معرفة أوسع بالفقر الذي يجتاح العالم.
في سن الأربعين، عندما بدأ أطفالها حياتهم المستقلة، شرعت ميرفي بتنظيم الجماعات النسائية بكثرة ما أمكن ربات البيوت المنعزلات أن يجتمعن ويناقشن أفكارهم ويخططن لإقامة مشاريع جماعية. بالإضافة إلى هذه المنظمات، بدأت ميرفي بالتحدث بصراحة وبشكل علني عن الجماعات المحرومة والظروف المعيشية السيئة التي أحاطت بمجتمعها ككُلّ.
تضاعف اهتمامها بحقوق النساء والأطفال وحمايتهم عندما علمت بتجربة صعبة خاضتها امرأة من مقاطعة ألبرتا إثر بيع زوجها لمزرعة الأسرة؛ ومن ثم التخلي عنها وعن وأطفالهما تاركًا إياهم بلا مأوى أو سند. وفي ذلك الوقت، كانت قوانين الملكية تقتضي عدم وجود أي حق في لجوء الزوجة إلى القضاء.
حفزت هذه القضية ميرفي على إنشاء حملة تضمن حقوق الملكية للنساء المتزوجات. ومع تلقيها للدعم من قِبَل العديد من نساء الريف، بدأت ميرفي الضغط على حكومة ألبرتا للسماح للنساء بالاحتفاظ بحقوق وملكية أراضيهن. في عام 1916، نجحت ميرفي بإقناع الهيئة التشريعية في ألبرتا بوضع قانون المهر الذي يسمح للمرأة الاحتفاظ والمطالبة بحقوقها القانونية والتي تتمثل بثلث ممتلكات زوجها. اشتُهرت ميرفي من خلال هذا الانتصار السياسي الأول باعتبارها ناشطة في مجال حقوق المرأة.[بحاجة لمصدر]

### تعيينها بمنصب قاضية
أثّر نجاح ميرفي في كفاحها من أجل قانون المهر، إلى جانب عملها في المجلس المحلي للمرأة وإصرارها على زيادة الوعي حول حقوق المرأة، على طلبها بتولي منصب القاضي في محكمة المرأة.
في عام 1916، حاولت ميرفي، إلى جانب مجموعة من النساء، مراقبة محاكم النساء اللاتي اتُهمن بأنهن عاهرات وتمّ القبض عليهن في ظروف «مشكوك فيها». طُلِب من النساء مغادرة قاعة المحكمة بناءً على ادعاءات مفادها بأن البيان «غير مناسب للجمهور المختلط». لم تقبل ميرفي بهذه النتيجة واحتّجت أمام المدعي العام، وقالت: «إذا لم يكن من المناسب الاستماع إلى الأدلة، فيجب على الحكومة عندئذ إنشاء محكمة خاصة ترأسها نساء لمحاكمة نساء أخريات».
وقد تمت الموافقة على طلب ميرفي وأصبحت أول قاضي شرطة في الإمبراطورية البريطانية.
ومع تعيينها كقاضي، أصبح منصبها هذا السبب وراء أكبر المحن التي واجهتها فيما يتعلق بالمرأة في إطار القانون. في قضيتها الأولى في مقاطعة ألبرتا في 1 يوليو عام 1916، أقرّت بأن السجين مذنبًا. وطالب محامي السجين بالتشكيك في حقها في إصدار الحكم لأنها ليست شخصًا مؤهلًا من الناحية القانونية، ورفضت المحكمة العليا الاستئناف.

### قضية إدوارد ضد كندا (إيه جي)
في عام 1917، ترأست المعركة الهادفة لاعتبار النساء «أشخاصًا» في كندا، وبالتالي أن يُصبحن مؤهلات للعمل في مجلس الشيوخ. طعنت المحامية إيردلي جاكسون منصبها كقاضية لأن المرأة لم تكن تعتبر «شخصًا» بموجب قانون أمريكا الشمالية البريطاني لعام 1867. وقد استند هذا التفاهم إلى حكم صدر عام 1876 حول القانون العام البريطاني والذي ينصّ على أن «المرأة مؤهلة للآلام والعقوبات، وليست مؤهلة لأية حقوق أو امتيازات».
في عام 1919، ترأست ميرفي المؤتمر الافتتاحي للمعاهد النسائية المتحدة في كندا، الذي أصدر قرارًا يدعو إلى تعيين عضو من النساء في مجلس الشيوخ. كما أيّد المجلس الوطني للمرأة ونادي مونتريال هذا القرار وانتخبوا ميرفي مرشحًا لهم.
بدأت ميرفي بالمطالبة بتوضيحات كيف تمت معاملة النساء سابقًا وكيف أصبحن الآن مؤهلات لتولي مناصب في مجلس الشيوخ. وطلبت المساعدة من أربع نساء من مقاطعة ألبرتا، وفي 27 أغسطس عام 1927، إلى جانب الناشطة في مجال حقوق الإنسان نيللي مكلونج والسيدة لويز ماكيني والناشطة في مجال حقوق المرأة هنريتا إدواردز والناشطة الاجتماعية إيرين بارلبي، وقّعت ميرفي عريضة مقدمة إلى مجلس الوزراء الاتحادي، مطالبة الحكومة الفيدرالية بإحالة القضية إلى المحكمة العليا في كندا. وقد تضمنت العريضة سؤالين اثنين، لكن الحكومة الاتحادية أعادت صياغتهما كسؤال واحد تم طرحه على المحكمة العليا: «هل تشمل كلمة «شخص» في المادة 24 من قانون أمريكا الشمالية البريطاني على الإناث؟». وقد عُرفت الحملة باسم قضية الأشخاص ووصلت إلى المحكمة العليا في كندا في مارس عام 1928. رأت المحكمة أن النساء غير مؤهلات لتولي مناصب في مجلس الشيوخ. وعلى إثر ذلك، قامت النساء الخمس بالاعتراض أمام اللجنة القضائية لمجلس الملكة الخاص في بريطانيا. وفي 18 أكتوبر عام 1929، أعلن مجلس الملكة الخاص قرارًا يدعى إدواردز ضد كندا (المدعي العام) أن «الأشخاص» في المادة 24 من قانون الجمعية الوطنية الملكية في عام 1867 ينبغي أن يُفسَّر على أنه يشمل الذكور والإناث على حد سواء، ولذلك فإن النساء هم بالفعل مؤهلات للعمل في مجلس الشيوخ.
على الرغم من هذا القرار، لم يتم تعيين ميرفي في مجلس الشيوخ قط. كان رئيس الوزراء آنذاك، ويليام ليون ماكنزي كينج، ليبرالياً، وكانت ميرفي تابعة لحزب المحافظين، لذا فقد انضمت إلى عضو مجلس الشيوخ كيرين ويلسون في عام 1930. وبعد فوز المحافظين تحت زعامة ريتشارد بينيت في الانتخابات الفيدرالية عام 1930، حُرِمت ميرفي من فرصتها بالجلوس في مجلس الشيوخ مرة أخرى عام 1931، لأن المقعد كان خاصًا بعضو كاثوليكي في مجلس الشيوخ، في حين كانت ميرفي بروتستانتية. كان من الممكن أن تنتهي حياتها عام 1933 دون تحقيق حلمها بالجلوس في مجلس الشيوخ في كندا.
كانت النساء معروفات باسم الشهيرات الخمسة أو الباسلات الخمسة، إذ يُعتبرن قائدات في مجال التعليم من أجل الإصلاح الاجتماعي وحقوق المرأة. فقد تحدّين المؤتمر وأقمن سابقة هامة في التاريخ الكندي. في مجلس الشيوخ في كندا، تقلّدت النساء الخمسة بلوحة فخرية كُتب عليها «من أجل تعزيز قضية المرأة، كانت هذه النساء الخمسة الرائدات سببًا في اتخاذ خطوات هامة أدّت إلى اعتراف مجلس الملكة الخاص بأهليتهن للتعيين في مجلس الشيوخ الكندي». ظهرت صورة ميرفي، إلى جانب النساء الأخريات، على ظهر واحدة من العملات التقدية الكنديّة من فئة 50 دولار عام 2004. في أكتوبر عام 2009، صوّت مجلس الشيوخ على تسمية ميرفي والنساء الأربعة الأخريات من ضمن «أعضاء مجلس الشيوخ الشرفيين» في كندا.

## الإرث
ثمّة خلاف حول الإرث الذي تركته ميرفي إذ يتم وزن إسهاماتها الكبيرة في الحركة النسوية مقابل وجهات نظرها العنصرية والأهلانية ودعوتها إلى تحسين النسل. بالإضافة إلى كونها ضد الهجرة، كانت من أشد المؤيدين لقانون ألبرتا للتعقيم الجنسي الإجباري المُمارس في بعض الولايات القضائية في أمريكا الشمالية.
وفي إحياء ذكرى الشهيرات الخمسة مؤخرًا، وُضعت صورة لهنّ على خلفية عملة نقدية كندية من فئة خمسين دولار. وقد انتقد ناشطو قانون مشروعية القنب بشكل خاص ميرفي باعتبارها جزء من حركة حظر الماريجوانا. إذ تم التكهن بأن قوانين المخدرات اليوم مبنية على الأسس العنصرية التي أسستها ميرفي وأن حرب المخدرات قد ألحقت الضرر بالنساء أكثر مما استفدن منه في قضية الأشخاص. وعلى العكس من ذلك، لاحظ مناصري ميرفي بأنها كانت كاتبة في زمن كانت فيه العنصرية البيضاء نموذجية، وليست استثنائية، إذ كانت وجهات نظر ميرفي أكثر تقدمية من العديد من أقرانها.
في عام 1958، اعترفت بها حكومة كندا بوصفها شخصًا ذا أهمية تاريخية وطنية. عُلِّقت لوحة تذكارية للاحتفال بذكراها في متنزه إيملي ميرفي في إدمونتون. وقد اعتُرف «بقضية الأشخاص» في عام 1997 باعتبارها حدث تاريخي وطني وعُلقت لوحة تصف القضية في المكان ذاته.